# Пражешти (Пражешти)
Пражешти (рум. Prăjești) насеље је у Румунији у округу Бакау у општини Пражешти. Oпштина се налази на надморској висини од 181 m.

## Становништво
Према подацима из 2002. године у насељу је живело 2173 становника, од којих су сви румунске националности.